# Polyommatus basijuncta
Polyommatus basijuncta är en fjärilsart som beskrevs av Tutt 1910. Polyommatus basijuncta ingår i släktet Polyommatus och familjen juvelvingar. Inga underarter finns listade i Catalogue of Life.